# Stańczak
Stańczak – polskie nazwisko. Na początku lat 90. XX wieku w Polsce nosiło je 7 115 osób.

## Znane osoby noszące to nazwisko
- Adrian Stańczak (ur. 1987) – polski siatkarz, grający na pozycji libero;
- Julian Stańczak (1928–2017) – polski malarz;
- Kamil Stańczak (1980) – polski artysta wizualny;
- Piotr Stańczak (1966–2009) – polski geolog;
- Władysław Stańczak (1901–1967) – polski duchowny katolicki;